# Proeme bella
Proeme bella là một loài bọ cánh cứng trong họ Cerambycidae.